# Mike White (scénariste)
Pour les articles homonymes, voir White et Mike White.
Mike White, de son vrai nom  Michael Christopher White, né le 28 juin 1970 à Pasadena, en Californie, aux (États-Unis), est un scénariste, acteur, producteur de télévision et réalisateur américain.
Il est notamment connu pour être le créateur de la série The White Lotus diffusée sur HBO.

## Filmographie

### Comme scénariste
- 1998 : Un cadavre sur le campus (Dead Man on Campus)
- 2000 : Chuck et Buck
- 2002 : Orange County
- 2002 : The Good Girl
- 2003 : Rock Academy (The School of Rock)
- 2005 : Earth to America (TV)
- 2005 : Welcome to California
- 2006 : Super Nacho (Nacho Libre)
- 2007 : Year of the Dog
- 2016 : Mamma Dallas (TV)
- 2017 : Beatriz at Dinner de Miguel Arteta
- 2017 : Brad's Status
- 2017 : The Good Luck of Right Now
- 2017 : Le Monde secret des Emojis avec Tony Leondis et Eric  Siegel
- 2017 : Pitch Perfect 3 avec Kay Kanon
- 2020 : Le Seul et Unique Ivan de Thea Sharrock
- 2021 - en cours : The White Lotus de lui-même (série télévisée)

### Comme acteur
- 1997 : Latino Lover (Star Maps) : Carmel County Writer
- 2000 : Chuck&Buck : Buck O'Brien
- 2002 : Orange County : Mr. Burke
- 2002 : The Good Girl : Corny
- 2003 : Rock Academy (The School of Rock) : Ned Schneebly
- 2004 : Et l'homme créa la femme (The Stepford Wives) : Hank
- 2005 : Are You the Favorite Person of Anybody?
- 2005 : Welcome to California : John Goodman
- 2009 : Gentlemen Broncos : Dusty
- 2009 : Bienvenue à Zombieland : Propriétaire de la station d'essence
- 2011 : Enlightened : Tyler
- 2015 : Ride d'Helen Hunt
- 2017 : Brad's Status : Nick Pascale

### Comme producteur
- 1998 : Dawson (Dawson's Creek) (série télévisée)
- 2001 : Pasadena (série télévisée)
- 2004 : Cracking Up (série télévisée)
- 2006 : Super Nacho (Nacho Libre)
- 2017 : Brad's Status

### Comme réalisateur
- 2007 : Year of the Dog
- 2011 : Enlightened (série télévisée)
- 2017 : Brad's Status
- 2021 - en cours : The White Lotus (série télévisée)